# Thule
Thule (/ˈθjuːli/; tiếng Hy Lạp cổ: Θούλη, Thoúlē; tiếng Latinh: Thule, Tile) là một địa danh chưa được chứng thực tại biển Bắc, đã xuất hiện trong rất nhiều văn bản Cổ Hi-La và trung đại.

### Tư liệu
- Site with detailed notes on the classical and Renaissance sources for Thule